# La moglie che sa
La moglie che sa (What Every Woman Knows) è una commedia teatrale scritta da J.M. Barrie nel 1908. La commedia, in quattro atti, è ambientata nella casa dei Wylie nel villaggio di Pans, in Scozia; in un negozio di barbiere a Glasgow; nella casa Shand di Londra; nel cottage della contessa nel Surrey.
Prodotto da Charles Frohman, lo spettacolo fu presentato in prima al Duke of York's Theatre di Londra il 3 settembre 1908. La commedia restò in cartellone per 384 rappresentazioni, spostata all'Hicks Theatre tra il 21 dicembre 1908 e il 15 febbraio 1909. Negli Stati Uniti, fu prodotta sempre da Frohman e presentata ad Atlantic City il 18 ottobre 1908. A Broadway, la produzione ebbe come protagonisti Maude Adams e Richard Bennett: aprì il 23 dicembre 1908 e restò in scena per 198 rappresentazioni fino al 1º giugno 1909.

## Rappresentazioni

### Cast della prima (Londra, 3 settembre 1908)
- Gerald du Maurier: John Shand
- Henry Vibart: Alick Wylie
- Sydney Valentine: David Wylie
- Edmund Gwenn: James Wylie
- Hilda Trevelyan: Maggie Wylie
- Norman Forbes: Charles Venables
- Herbert Beerbohm Tree: Contessa de la Briere
- Lillah McCarthy: Lady Sybil Lazenby
- Madge Murray: cameriera

### Cast USA 1908 (Atlantic City e New York)
- Richard Bennett: John Shand
- R. Payton Carter: Alick Wylie
- David Torrence: David Wylie
- Fred Tyler: James Wylie
- Maude Adams: Maggie Wylie
- Lumsden Hare: Charles Venables
- Ffolliott Paget: Contessa de la Briere
- Beatrice Agnew: Lady Sybil Lazenby
- Lillian Spencer: cameriera
- James L. Carhart: primo elettore
- Wallace Jackson: secondo elettore
- W. H. Gilmore: terzo elettore

### Prima italiana
La prima italiana è stata il 23 novembre 1920 presso il Teatro Argentina di Roma con Emma Gramatica nella parte di Maggie.

## Adattamenti
Trasposizioni cinematografiche:
- What Every Woman Knows, regia di Fred W. Durrant (1917)
- What Every Woman Knows, regia di William C. de Mille (1921)
- What Every Woman Knows, regia di Gregory La Cava   (1934)